# Provinciale weg 336
De provinciale weg 336 (N336) is een provinciale weg in Gelderland. De weg begint nabij het Landgoed Bingerden (bij Angerlo) en loopt via Zevenaar naar Babberich bij de Duitse grens. Ten noorden van Zevenaar sluit de N336 aan op de A12. Vervolgens loopt de weg door Zevenaar naar de Fergusonbrug waar de Betuweroute onderdoor loopt en daarna verder naar Babberich. Vroeger liep de N336 na Babberich nog door naar de Duitse grens. Tegenwoordig is dat stuk overgedragen aan de gemeente Zevenaar. Na de grens gaat de weg verder als B8.
De weg is overal uitgevoerd als tweestrooks-gebiedsontsluitingsweg. Buiten de bebouwde kom geldt een maximumsnelheid van 80 km/h.
N23 · N34 · N224 · N225 · N229 · N233 · N271 · N301 · N302 · N303 · N304 · N305 · N306 · N307 · N308 · N309 · N310 · N311 · N312 · N313 · N314 · N315 · N316 · N317 · N318 · N319 · N320 · N322 · N323 · N324 · N325/A325 · N326/A326 · N327 · N329 · N330 · N331 · N332 · N333 · N334 · N335 · N336 · N337 · N338 · N339 · N340 · N341 · N342 · N343 · N344 · N345 · N346 · N347 · N348/A348 · N349 · N350 · N351 · N352 · N375 · N377

N418 · N701 · N702 · N703 · N704 · N705 · N706 · N707 · N708 · N709 · N710 · N711 · N712 · N713 · N714 · N715 · N716 · N717 · N718 · N719 · N720 · N727 · N731 · N732 · N733 · N734 · N735 · N736 · N737 · N738 · N739 · N740 · N741 · N742 · N743 · N744 · N745 · N746 · N747 · N748 · N749 · N750 · N751 · N752 · N753 · N754 · N755 · N756 · N757 · N758 · N759 · N760 · N761 · N762 · N763 · N764 · N765 · N766 · N768 · N781 · N782 · N783 · N784 · N785 · N786 · N787 · N788 · N789 · N790 · N791 · N792 · N793 · N794 · N795 · N796 · N797 · N798 · N800 · N801 · N802 · N803 · N804 · N805 · N806 · N810 · N811 · N812 · N813 · N814 · N815 · N816 · N817 · N818 · N819 · N820 · N821 · N822 · N823 · N824 · N825 · N826 · N827 · N830 · N831 · N832 · N833 · N834 · N835 · N836 · N837 · N838 · N839 · N840 · N841 · N842 · N843 · N844 · N845 · N846 · N847 · N848 · N852 · N855

Cursief vermelde wegen zijn voormalige provinciale wegen.